# Krapfenwald
Krapfenwald är en skog i Österrike.   Den ligger i förbundslandet Wien, i den östra delen av landet, 7 km norr om huvudstaden Wien.
Runt Krapfenwald är det i huvudsak tätbebyggt. Runt Krapfenwald är det mycket tätbefolkat, med 3 623 invånare per kvadratkilometer.